# Discocactus fariae-peresii
Discocactus fariae-peresii es una especie de planta suculenta perteneciente al género Discocactus, dentro de la familia Cactaceae. Es endémica del centro-oeste de Brasil (concretamente del estado de Goiás).

## Descripción
Discocactus fariae-peresii es una especie de cactus pequeño que crece de forma solitaria entre rocas y suelos arenosos. Los tallos miden de 16 a 22 cm de diámetro, tienen forma de discoide o aplanada-globular y su epidermis es de color verde amarillento.

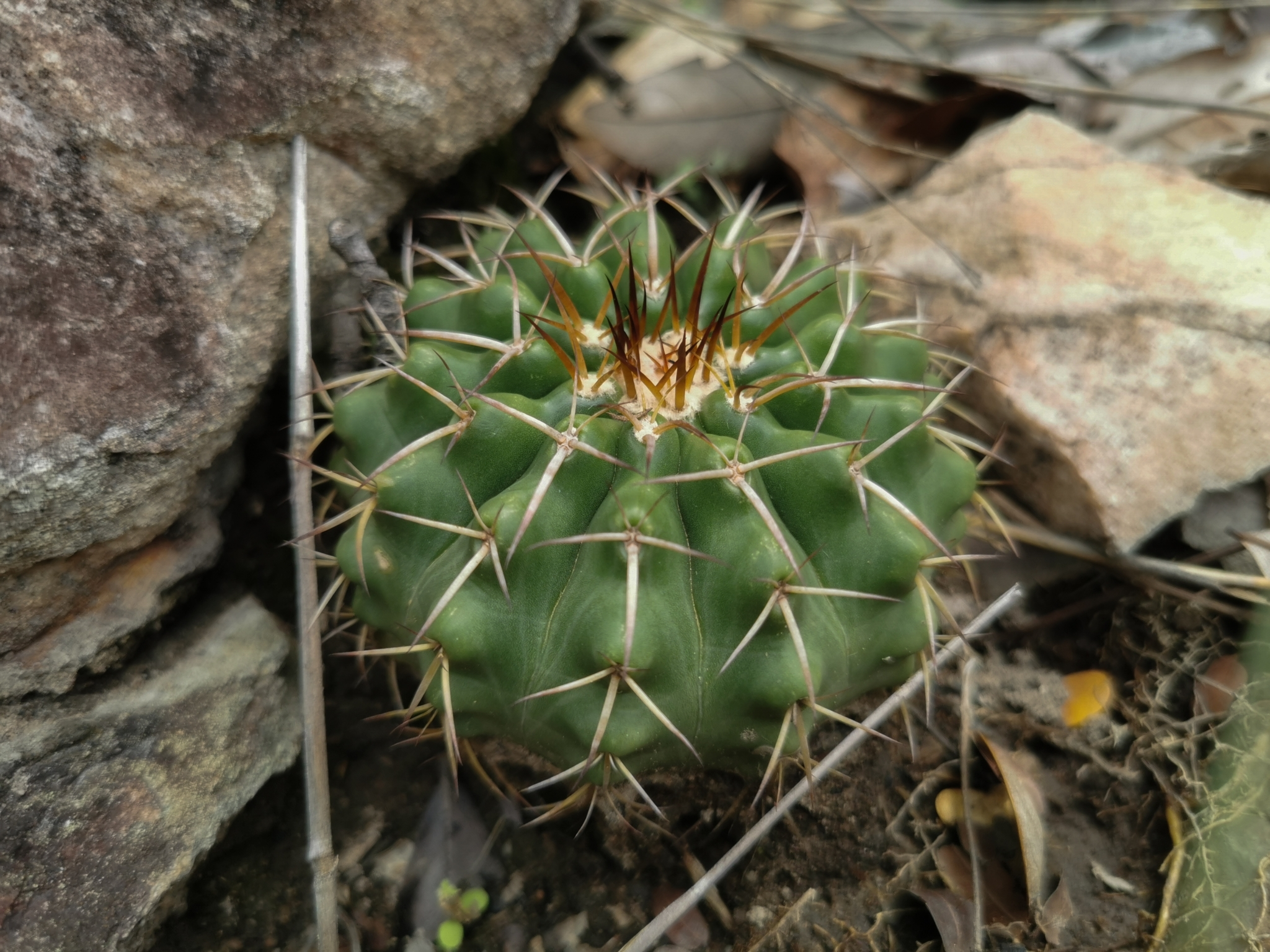
Detalle de las espinas

Presenta de 17 a 23 costillas bien definidas, dispuestas de forma vertical y con tubérculos bien desarrollados. Sobre ellos se asientan areolas por encima del nivel del suelo, de forma circular y hundidas. No se distinguen espinas centrales y las 6 a 8 espinas radiales miden de 10 a 25 cm de largo.

En el ápice de las planta adultas se forma una estructura lanosa llamada cefalio con forma de cojín. Está compuesto por lana blanca y en su margen presenta algunas cerdas fuertes de color negro. Esta estructura protege el extremo apical más sensible de la planta, tanto de las incidencias del frío nocturno como de las radiaciones ultravioletas demasiado intensas. Además, se cree que este cefalio tiene una función de atracción de polinizadores, ya que incluso antes de aparecer las flores suelen ser muy vistosos.

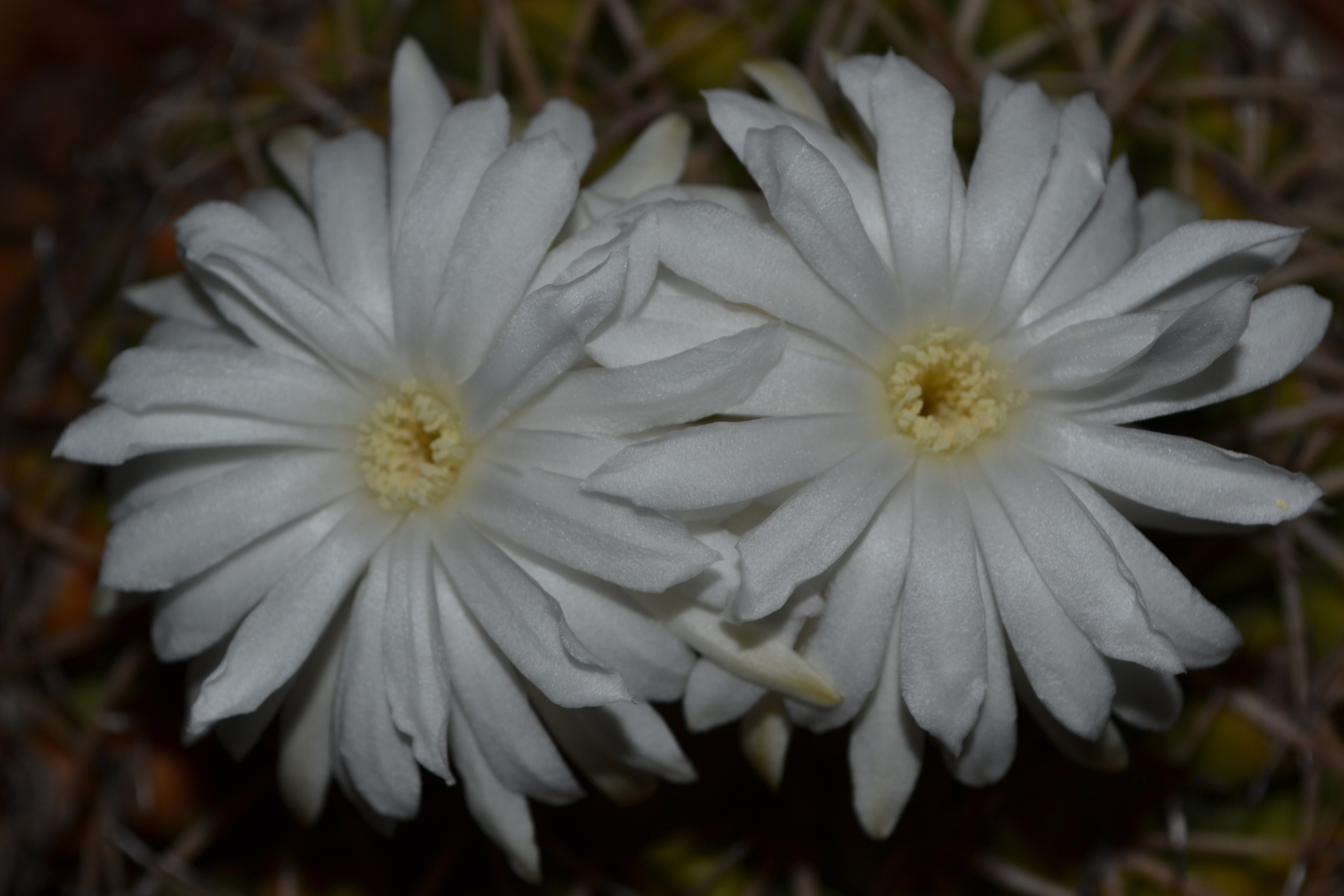
Detalle de las flores

Las flores son blancas, de aroma dulce (fragantes) y con forma de embudo. Tienen pétalos estrechos y miden de 8 a 12 cm de largo, con diámetros de 6 a 8 cm. Surgen en el borde del cefalio, se abren por la noche y son polinizadas por polillas. Su pericarpelo aparece desnudo en la base y está cubierto de escamas en la parte superior, aunque carece de lana y pelos. 
Los frutos miden hasta 3,5 cm de largo, se abren por una hendidura vertical cuando están maduros y conservan restos florales persistentes. En su interior contienen semillas negras brillantes con una testa fuertemente tuberculada y miden hasta 2 mm de largo.

## Distribución y hábitat

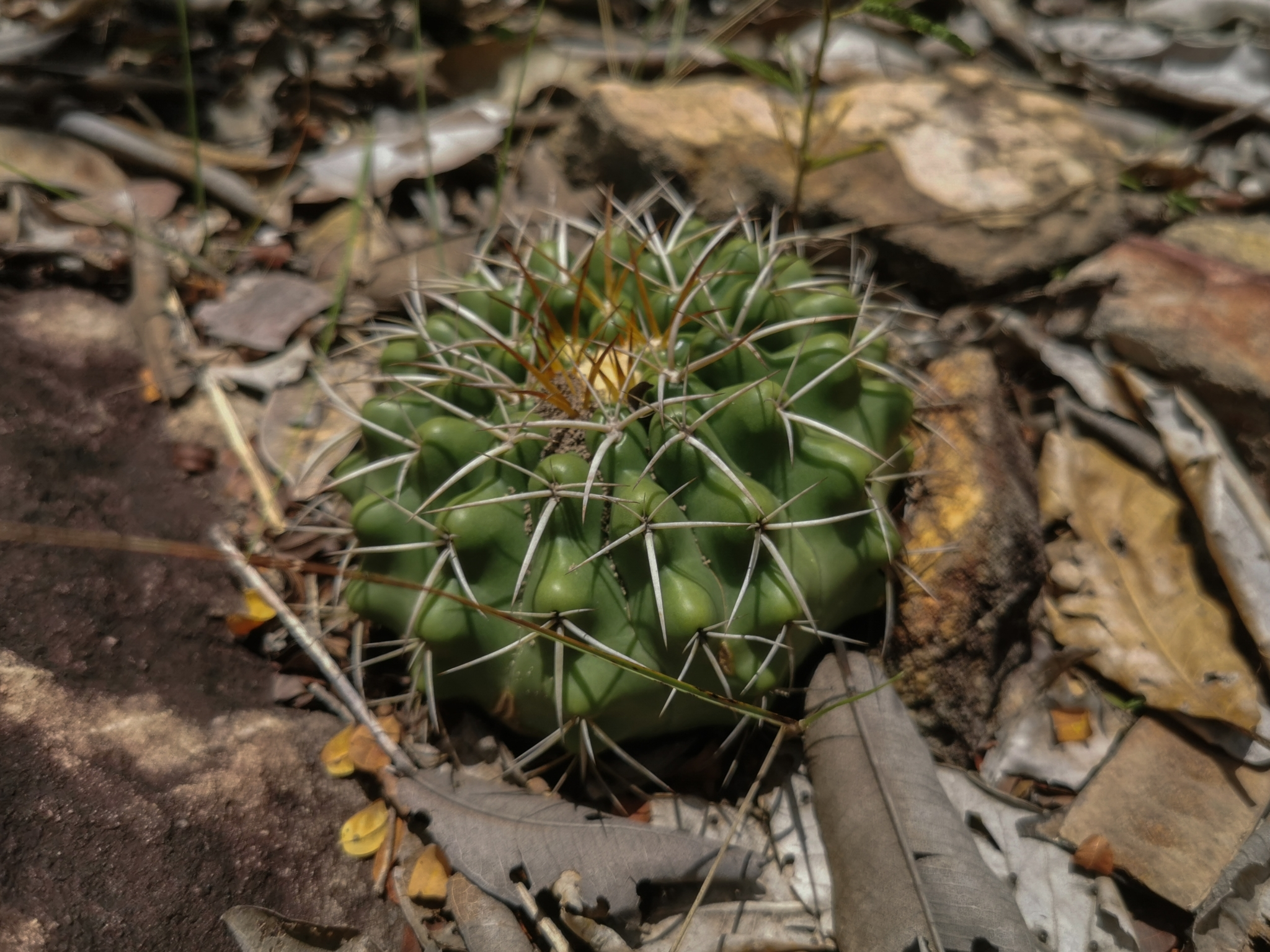
Planta en su hábitat

El área de distribución nativa de esta especie es el centro-oeste de Brasil (concretamente en el estado de Goiás) y crece principalmente en el bioma tropical estacionalmente seco, entre rocas y suelos arenosos.

## Taxonomía
Discocactus fariae-peresii fue descrita por el botánico alemán Pierre Josef Braun y publicada por primera vez en la revista científica Kakteen und andere Sukkulenten 67: 33 en 2016.

Etimología
- Discocactus: nombre genérico formado a partir de las palabras griegas diskos (que significa 'disco', en el sentido de 'plano') y kaktos (que significa 'cardo' o 'planta espinosa'), haciendo referencia al carácter discoidal y aplanado de la mayoría de sus especies.[4]
- fariae-peresii: epíteto específico otorgado en honor a los brasileños Bento Paschoal de Faria y Adilson Peres, descubridores de la especie.[5]

## Usos
Se cultiva raramente como planta ornamental y su propagación se realiza normalmente a través de semillas o injertos.